# 1948–1949-es magyar gyeplabdabajnokság
Az 1948–1949-es magyar gyeplabdabajnokság a tizenkilencedik gyeplabdabajnokság volt. A bajnokságban hét csapat indult el, a csapatok két kört játszottak.

## Tabella
| #  | Csapat          | M  | Gy | D | V  | G+ | G- | P  | Megjegyzés   |
| -- | --------------- | -- | -- | - | -- | -- | -- | -- | ------------ |
| 1. | BKE             | 12 | 10 | 2 | 0  | 30 | 4  | 22 |              |
| 2. | MTK             | 12 | 7  | 4 | 1  | 20 | 11 | 18 |              |
| 3. | Ferencvárosi TC | 12 | 8  | 1 | 3  | 19 | 10 | 17 |              |
| 4. | Vasas SC        | 12 | 6  | 3 | 3  | 21 | 10 | 15 |              |
| 5. | MÉMOSZ SE       | 12 | 3  | 0 | 9  | 2  | 9  | 6  |              |
| 6. | Városligeti HC  | 12 | 3  | 0 | 9  | 0  | 39 | 6  |              |
| 7. | Széchenyi HC    | 12 | 0  | 0 | 12 | 0  | 9  | 0  | Visszalépett |

* M: Mérkőzés Gy: Győzelem D: Döntetlen V: Vereség G+: Ütött gól G-: Kapott gól P: Pont